# Eugeniusz Kownacki
Eugeniusz Stanisław Marian Kownacki (ur. 13 sierpnia 1890 w Samborze, zm. po 1934) – major kawalerii Wojska Polskiego.

## Życiorys
Urodził się 13 sierpnia 1890 w Samborze, ówczesnym mieście powiatowym Królestwa Galicji i Lodomerii. Służył w c. i k. Armii. Służył jako chorąży, po czym w listopadzie 1913 został mianowany podporucznikiem Pułku Ułanów Nr 3 w Krakowie. W szeregach tego pułku walczył w I wojnie światowej. 1 listopada 1915 został mianowany porucznikiem kawalerii.
25 września 1919 został przyjęty do Wojska Polskiego z zatwierdzeniem posiadanego stopnia porucznika i przydzielony do 6 pułku ułanów. 27 sierpnia 1920 został zatwierdzony z dniem 1 kwietnia 1920 w stopniu rotmistrza, w kawalerii, w grupie oficerów byłej armii austro-węgierskiej. Wyróżnił się 23 września 1920 w bitwie pod Zasławiem, w trakcie której na czele 1. szwadronu szarżował na bolszewików broniących się we wsi Mytkowce. Następnego dnia ówczesny dowódca pułku, podpułkownik Stefan Grabowski sporządził wniosek na odznaczenie rotmistrza Kownackiego Orderem Virtuti Militari.
3 maja 1922 został zweryfikowany w stopniu rotmistrza ze starszeństwem z 1 czerwca 1919 w korpusie oficerów jazdy. W 1923 był oficerem 7 pułku strzelców konnych w Poznaniu, a od 1924 22 pułku ułanów w Brodach. 12 kwietnia 1927 prezydent RP nadał mu stopień majora z dniem 1 stycznia 1927 i 35. lokatą w korpusie oficerów kawalerii. W czerwcu 1927 został przeniesiony z 22 puł. do kadry oficerów kawalerii z równoczesnym przydziałem do Komisji Remontowej Nr 1 w Warszawie na stanowiska członka komisji. W kwietniu 1928 został przeniesiony na stanowisko rejonowego inspektora koni w Dęblinie. W lipcu 1929 został zwolniony z zajmowanego stanowiska i oddany do dyspozycji dowódcy Okręgu Korpusu Nr I, a z dniem 31 grudnia tego roku przeniesiony w stan spoczynku. W 1934 jako oficer stanu spoczynku był przydzielony do Oficerskiej Kadry Okręgowej Nr VI jako „oficer przewidziany do użycia w czasie wojny” i pozostawał wówczas w ewidencji Powiatowej Komendy Uzupełnień Lwów Miasto.

## Ordery i odznaczenia
- Krzyż Walecznych[25]
- Krzyż Zasługi Wojskowej 3. klasy z dekoracją wojenną i mieczami – 1918[7]
- Srebrny Medal Zasługi Wojskowej z mieczami na wstążce Krzyża Zasługi Wojskowej[26]
- Brązowy Medal Zasługi Wojskowej z mieczami na wstążce Krzyża Zasługi Wojskowej[26]
- Krzyż Wojskowy Karola[26]
- Krzyż Pamiątkowy Mobilizacji 1912–1913[26]